# Henning Brümmer
Henning Brümmer (* 27. April 1941 in Kolberg; † 14. Juli 2017) war ein Brigadegeneral des Heeres der Bundeswehr.

## Leben
Beförderungen
- 1962 Leutnant
- 1965 Oberleutnant
- 1968 Hauptmann
- 1972 Major
- 1975 Oberstleutnant
- 1984 Oberst
- 1994 Brigadegeneral

Brümmer trat am 4. April 1960 bei der 4. Kompanie des Panzergrenadierbataillons 212 in Augustdorf in die Bundeswehr ein. Von April bis Dezember 1961 durchlief er die Heeresoffizierschule II in Hamburg und von Januar bis August 1962 die Kampftruppenschule II in Munster. Anschließend war er von September 1962 bis September 1965 Zugführer eins Panzerzuges im Panzerbataillon 74 in Seedorf bzw. nach dessen Verlegung 1963 in Cuxhaven-Altenwalde. Von Oktober 1965 bis März 1967 war er Fernmeldeoffizier in jenem Bataillon und von April 1967 bis März 1970 Kompaniechef der 2. Kompanie jenes Bataillons. Im April 1970 wechselte er in den Stab der Panzerbrigade 33 in Lingen (Ems) als S3-Offizier.
Von Oktober 1972 bis September 1974 absolvierte Brümmer den 15. Generalstabslehrgang Heer an der Führungsakademie der Bundeswehr in Hamburg, wo er zum Offizier im Generalstabsdienst ausgebildet wurde. Anschließend wurde er Hilfsreferent im Referat VI 3 im Führungsstab des Heeres im Bundesministerium der Verteidigung in Bonn. Ab April 1977 war er Section Chief in der Abteilung für Militärisches Nachrichtenwesen (G2) im Hauptquartier der Central Army Group der NATO in Mannheim, ab 1976 Bataillonskommandeur des Panzerbataillons 64 in Wolfhagen und bis 1984 Generalstabsoffizier für Planung, Ausbildung und Organisation (G3) der 2. Panzergrenadierdivision in Kassel. Im Folgenden besuchte er das NATO Defense College in Rom und wurde Chef des Stabes des Lagezentrums im NATO-Hauptquartier in Brüssel. Von 1987 bis 1990 war er Referatsleiter I 7 im Führungsstab des Heeres und VI 3 im Führungsstab der Streitkräfte im Bundesministerium der Verteidigung in Bonn. 
Von 1990 bis 1992 war Brümmer Brigadekommandeur der Panzerbrigade 20 und führte anschließend gleichzeitig die Panzerbrigade 20 und die Panzergrenadierbrigade 19 während deren Zusammenführung. Von 1993 bis 1995 war er Brigadekommandeur der Panzergrenadierbrigade 19. Danach war er stellvertretender Divisionskommandeur und Kommandeur Divisionstruppen der 7. Panzerdivision in Düsseldorf sowie zugleich stellvertretender Befehlshaber im Wehrbereich III. Von April bis August 1996 war er Kommandeur des 2. Deutschen Heereskontingentes IFOR in Kroatien und Bosnien und Herzegowina. Von Januar 1997 bis März 1999 war er Stellvertreter des Amtschefs und Chef des Stabes des Heeresamtes in Köln und in seiner letzten Verwendung ab April 1999 Kommandeur Heeresschule und Stellvertreter des Amtschefs des Heeresamtes. Mit Ablauf des September 2001 wurde er in den Ruhestand versetzt.
Brümmer war evangelisch, verheiratet und hatte zwei Töchter. Er verstarb 2017.